# 보댜노이

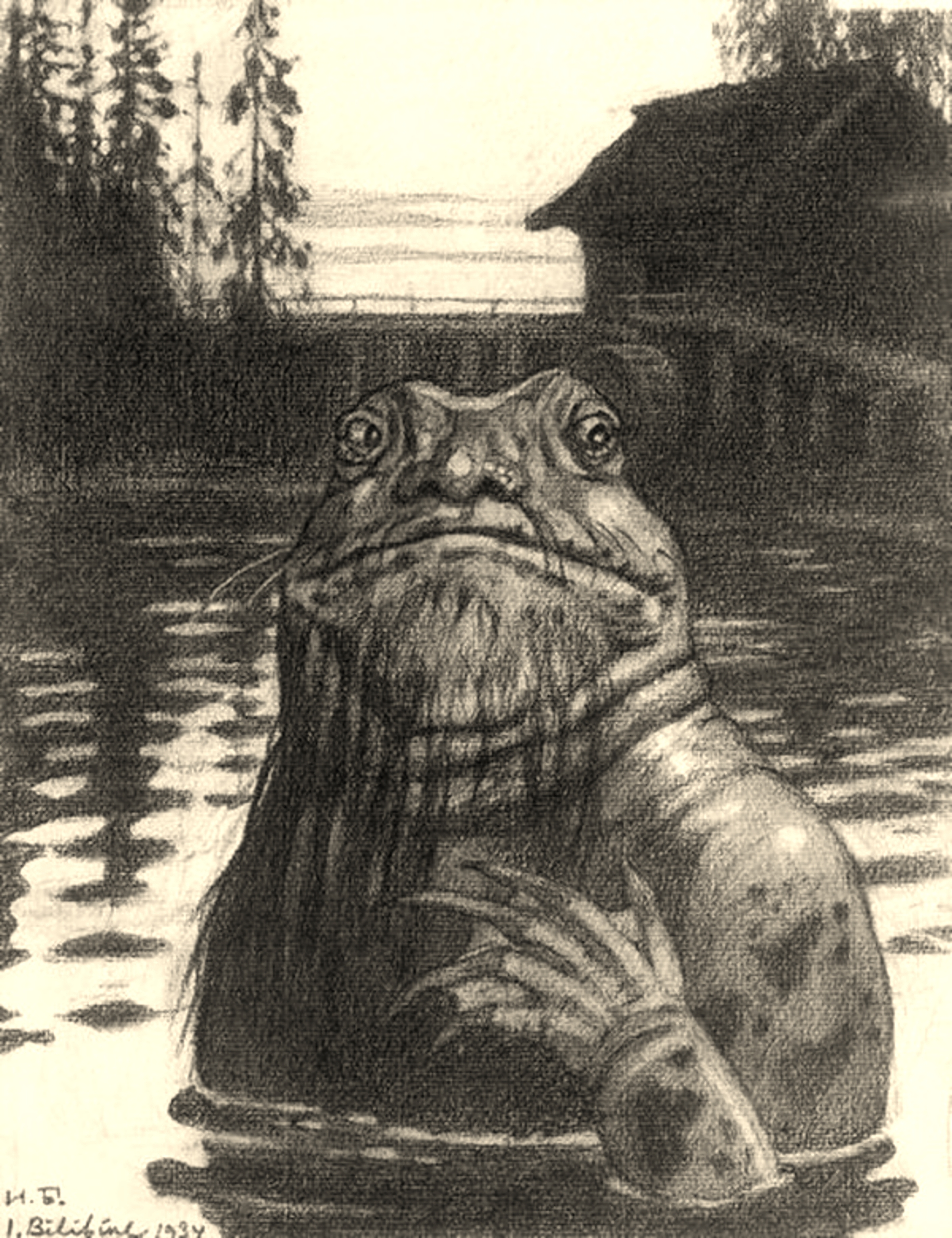

보댜노이(러시아어: водяно́й [vədʲɪˈnoj][*], 벨라루스어: вадзянік 바드쟈니크, 우크라이나어: водяник 보댜니크[*], 폴란드어: wodnik 보드니크[*], 체코어: vodník 보드니크[*], 불가리아어: водник 보드니크, 크로아티아어: vodanoj, 슬로베니아어: povodni mož, 세르비아어: водењак 보데냐크, 추바시어: Вутăш 부탸시, 독일어: hastrman 하스트르만[*])는 슬라브 신화에 나오는 남자 물의 정령이다. 게르만 신화의 닉스와 동일시되기도 한다.
보댜노이는 개구리 같은 얼굴에 녹색 수염, 긴 머리카락을 가진 벌거벗은 노인의 모습을 하고 있다. 그 몸은 조류, 분뇨, 검은 어린으로 덮여 있으며 사람의 손 대신 물갈퀴가 있는 양서류의 앞발을 가졌다. 물고기 꼬리가 달렸으며 눈은 달아오른 석탄처럼 붉다. 보통 통나무를 타고 강을 헤엄쳐 다니는데 이때 시끄러운 소리가 난다. 익사사고가 발생하면 보댜노이 또는 루살카(여자 물의 정령)의 소행이라고 설명되었다.
보댜노이가 화가 나면 둑을 무녀뜨리고 물레방아를 망가뜨려 사람과 가축이 익사하게 만든다. 때문에 어부, 제분업자, 양봉업자 등 물가에서 일하는 이들은 보댜노이에게 잘 보이려고 노력한다. 사람을 물속으로 끌고 들어가서 노예로 부릴 수도 있다.

## 같이 보기
- 갓파
- 반어인